# Werner von Fritsch
Werner von Fritsch (født 4. august 1880, død 22. september 1939) var en tysk friherre og generaloberst.

## Liv og karriere
Fritsch blev i 1934 chef for hærledelsen og fra 1935 øverstkommanderende for hæren. Han støttede Hitler i opgøret med Ernst Röhm og gik ind for tysk oprustning, men kritiserede i 1937 Hitlers krigsplaner. Da Fritsch stod i vejen for krigen, blev han i 1938 afskediget efter grundløse anklager for homoseksualitet. Han fik æresoprejsning og kommanderede et regiment under Tysklands invasion af Polen. Han faldt ved Warszawa i september 1939.